# Luci Corneli Lèntul Caudí (cònsol 275 aC)
Luci Corneli Lèntul Caudí (llatí: Lucius Cornelius Ti. f. Ser. n. Lentulus Caudinus) va ser un magistrat romà del segle iii aC. Feia part de la família dels Cornelis Lèntuls, una de les principals famílies patrícies de Roma.
Va ser cònsol l'any 275 aC amb Marc Curi Dentat, segons els Fastos Capitolins.